# Oscar Martín
Oscar Raimundo Martín (Buenos Aires, Argentina; 23 de junio de 1934 - Buenos Aires, 12 de febrero de 2018) fue un futbolista argentino que se desempeñaba como defensor. Fue leyenda en Racing Club, donde integró y ofició como capitán del histórico equipo dirigido por Juan José Pizzuti que se consagró campeón de Primera División en 1966, y de la Copa Libertadores y la Copa Intercontinental en 1967.

## Trayectoria

### Argentinos Juniors
Oscar Martín inició su carrera futbolística en Argentinos Juniors, su debut como jugador ocurrió en 1952. El gran capitán, como se le conocía en esos días, era un típico "8" que jugaba por la derecha, inicialmente actuaba como centrocampista defensivo desde la derecha o lateral derecho, pero su entrega en el campo y su gran capacidad de marcación defensiva se exploraban mejor en el lateral derecho. En su debut, a los 17 años marcó dos goles y el Bicho Colorado venció 2-1 al Tigre.
En 1955, formó parte de la escuadra histórica de La Paternal, que devolvió al Argentinos Juniors a Primera División luego de 18 años con la conquista de la Primera B (la Segunda División del Fútbol Argentino en ese momento).

### Chacarita Juniors
Oscar Martín ganó notoriedad en Chacarita Juniors, a donde llegó en 1959, y consiguió otro acceso a Primera División ese mismo año. El Funebreroganó la Primera B, luego de caer en 1956 a Segunda División. Martín formó parte del equipo base de Chacarita y tuvo un gran protagonismo defensivo. Después de temporadas regulares en el medio de la tabla, Chaca logró un gran quinto lugar en el Campeonato Argentino de 1962. 

### Racing Club
Oscar Martín llegó a Racing en 1963 como parte de una reestructuración del equipo. Debutó el 28 de abril contra Vélez Sársfield, en una derrota como visitante por 1-2. Sus primeras temporadas en el club no tuvieron éxito. En 1965, Racing vivía a la sombra del éxito de su gran rival, Independiente, bicampeón de la Copa Libertadores (1964 y 1965), además de atravesar una delicada situación económica. A estas alturas, Martín a los 30 años no tenía una carrera importante en el fútbol argentino. Pues sufrió en el club Albiceleste, que en septiembre de 1965 ocupó el centro de atención del Campeonato de Primera División 1965 con 13 puntos sumados en 18 rondas. Según Martín, ese momento Racing fue una desorganización total, pero todo cambió rápidamente con la llegada del exjugador Juan José Pizzuti, el 16 de septiembre quien fue una figura importante en los títulos nacionales de 1958 y 1961.
Martín con la academia, ganó el Campeonato Argentino en 1966 y la Copa Libertadores en 1967 (Martín jugó en los tres partidos finales con Nacional de Montevideo, en el que se desempeñó como capitán). También capitaneó al Racing a la victoria de la Copa Intercontinental, jugando nuevamente en los tres partidos contra el club escocés, Celtic. En el tercer partido, la Batalla de Montevideo, tuvo un altercado con la policía por no querer portar la bandera uruguaya a la hora de salir al campo de juego del estadio Centenario. Esto se debió a que los uruguayos se habían mostrado muy hostiles con el público argentino. A raíz de eso, el periodista José María Muñoz lo apodó el «Gran Capitán».
En total, jugó 257 partidos en la Primera División de Argentina entre 1953-1967 para sus tres clubes, anotando un gol.

## Selección nacional
Hizo su debut internacional con Argentina el 10 de marzo de 1963 en una victoria por 4-2 contra Colombia en el Campeonato Sudamericano celebrado en Bolivia. Jugó en los seis partidos con su selección en el torneo, ayudándolos a obtener al tercer lugar. Su última aparición con la selección nacional fue el 16 de abril del mismo año en una derrota por 5-2 contra Brasil en la Copa Roca. En total, apareció en 8 partidos con Argentina.

## Clubes
| Club               | País        | Año         |
| ------------------ | ----------- | ----------- |
| Argentinos Juniors | Argentina   | 1952 - 1958 |
| Chacarita Juniors  | 1959 - 1963 |             |
| Racing Club        | 1963 - 1967 |             |

## Palmarés

### Campeonatos nacionales
| Título           | Club               | País      | Año  |
| ---------------- | ------------------ | --------- | ---- |
| Primera B        | Argentinos Juniors | Argentina | 1955 |
| Primera B        | Chacarita Juniors  | Argentina | 1959 |
| Primera División | Racing Club        | Argentina | 1966 |

### Campeonatos internacionales
| Título                       | Club        | Sede       | Año  |
| ---------------------------- | ----------- | ---------- | ---- |
| Copa Libertadores de América | Racing Club | Santiago   | 1967 |
| Copa Intercontinental        | Racing Club | Montevideo | 1967 |